# テリー・ギッブス
テリー・ギッブス（Terry Gibbs、本名：Manuel "Manny" Saine、1953年2月20日 - ）は、アメリカ合衆国の元プロレスラー。ペンシルベニア州ピッツバーグ出身。生まれはアラバマ州、育ちはフロリダ州タンパともされる。
中西部や中南部のローカル・テリトリーで活動後、1980年代中盤よりWWFでジョバーを務めていた。1981年7月、国際プロレスの最終シリーズに来日し、最終戦のメインイベント（すなわち国際プロレス最後の試合）に出場した選手でもある。

## 来歴
デビュー後の1970年代後半は、ジョージア、アラバマ、フロリダなど、NWAの南部テリトリーで若手のベビーフェイスとして活動。1979年、ランディ・サベージの父親のアンジェロ・ポッフォが主宰し、ボブ・ループやボブ・オートン・ジュニアも参画していたケンタッキー州レキシントンの独立団体ICW（インターナショナル・チャンピオンシップ・レスリング）に参戦。ループやロニー・ガービンのパートナーとなってICW認定のサウスイースタン・タッグ王座を2度獲得した。
1980年はオクラホマのNWAトライステート地区に入り、9月7日にタルサで行われた復活版トライステート・ヘビー級王座の争奪トーナメントに出場。ワフー・マクダニエル、ザ・スポイラー、キラー・カール・コックスも参加したトーナメントにおいて、準決勝でエド・ウィスコスキー、決勝でミスター・ポーゴを破って優勝を果たし、1950年代より空位となっていた同王座の新チャンピオンに認定された。1981年6月18日にはNWAセントラル・ステーツ地区にて、ボブ・スウィータンと組んでマイケル・ヘイズ&テリー・ゴディのファビュラス・フリーバーズを下し、同地区認定のタッグ王座にも戴冠している。
その翌月の1981年7月、ジプシー・ジョーやジ・エンフォーサーが同時参加した国際プロレスの『ビッグ・サマー・シリーズ』に初来日。7月30日に新潟県の柏崎にてラッシャー木村と金網デスマッチで対戦し、8月8日には北海道の根室にて、ジェリー・オーツと組んでマイティ井上&阿修羅・原のIWA世界タッグ王座に挑戦。シリーズ最終戦である翌8月9日の羅臼町大会では、メインイベントにて鶴見五郎との金網デスマッチが行われた（結果は両者カウントアウト）。この興行を最後に国際プロレスは活動を停止したため、国際プロレスの最後の試合において、団体の象徴でもあった金網デスマッチに出場した最後の外国人選手となった。
その後、太平洋岸北西部のパシフィック・ノースウエスト・レスリングなどを経て、1983年よりカルロス・コロンの主宰するプエルトリコのWWCに参戦。ヒールに転向してICW時代の後輩バディ・ランデルとのタッグなどで活動し、1984年5月12日にはキング・トンガからプエルトリコ・ヘビー級王座を奪取した。
アメリカ本土に戻ると、ビンス・マクマホン・ジュニアの新体制下で全米侵攻を開始させていたWWFに、ヒール陣営のジョバーとして登場。以降1988年にかけて、ハルク・ホーガンをはじめ、ジミー・スヌーカ、ペドロ・モラレス、トニー・アトラス、イワン・プトスキー、リッキー・スティムボート、バリー・ウインダム、マイク・ロトンド、ジャンクヤード・ドッグ、ブリティッシュ・ブルドッグス、ブレット・ハート、ジェイク・ロバーツ、ジム・ドゥガン、バンバン・ビガロ、リック・マーテル、ティト・サンタナ、ビリー・ジャック・ヘインズ、アルティメット・ウォリアーなど、ベビーフェイスのスーパースターのジョバーを務めた（ベビーフェイス陣営のジョバーだったS・D・ジョーンズにも白星を献上している）。
キャリア晩年の1989年には末期のAWAが東部地区で開催していた興行に出場し、ケン・パテラのパートナーとなってパット・タナカ&ポール・ダイヤモンドのバッド・カンパニーが保持していたAWA世界タッグ王座に挑戦した。

## 獲得タイトル
インターナショナル・チャンピオンシップ・レスリング
- ICWサウスイースタン・タッグ王座：2回（w / ボブ・ループ、ロニー・ガービン）[6]

NWAトライステート
- NWAトライステート・ヘビー級王座：1回[8]

セントラル・ステーツ・レスリング
- NWAセントラル・ステーツ・タッグ王座：1回（w / ボブ・スウィータン）[9]

ワールド・レスリング・カウンシル
- WWCプエルトリコ・ヘビー級王座：1回[11]
- WWCカリビアン・タッグ王座：1回（w / バディ・ランデル）[14]
- WWC北米タッグ王座：1回（w / バディ・ランデル）[15]